# Macho im Schleudergang
Macho im Schleudergang (Alternativtitel: Ein Macho sieht Rosa) ist ein deutscher Fernsehfilm aus der Produktion von ProSieben. Die 2005 erstmals gesendete Komödie wurde von Edzard Onneken gedreht.

## Handlung
Tom Kostner ist ein Macho, wie er im Buche steht. Seine beiden Freundinnen betrügt er, er fährt eine protzige Cobra und arbeitet als Redakteur für ein Automagazin. Zusammen mit seinem Mitbewohner, dem Kneipier Ecki lebt er in einem schicken Penthouse. Doch es ist mehr Schein als Sein: Als er bei einer Testfahrt den neuen Maserati zu Schrott fährt, wird er von dem Magazin entlassen. Den zweistelligen Schaden soll er ebenfalls übernehmen. Seine Freundin Manu erwischt ihn mit seiner anderen Freundin und verlässt ihn ebenfalls. Er bewirbt sich bei einigen anderen Magazinen, doch hat dort keinen Erfolg. Als seine Cobra abgeschleppt wird, weil er mit den Raten im Rückstand ist, greift er nach seinem letzten Strohhalm: Er bewirbt sich bei einem Frauenmagazin. Da diese jedoch bevorzugt Frauen und homosexuelle Männer einstellen, spielt er den Schwulen. Dabei tappt er zunächst in einige Fettnäpfchen, schafft es aber letztlich die anderen Angestellten zu überzeugen.
Tom verliebt sich jedoch in Andrea, die eine Affäre mit dem Chefredakteur Theo Gross hat. Die beiden treffen sich regelmäßig, doch Andrea benutzt ihn als Schulter zum Ausweinen und als „besten Freund“. Als seine Maskerade aufzubrechen droht, küsst er den etwas verklemmten homosexuellen Kai. Dieser lädt ihn zu einem Fußballspiel seiner Spielgemeinschaft „Andersrum“, an der Tom nach einigem Hin und Her teilnimmt. Dabei wird er jedoch von einem Spieler seines eigenen Klubs beobachtet. Daraufhin wenden sich seine Machofreunde von ihm ab. Nur Ecki und seine Exfreundin Manu halten noch zu ihm. Er versucht nun bei Andrea aufs Ganze zu gehen, doch die ist überzeugt, dass ihr Chef es nun endlich ernst mit ihr meint. Glücklicherweise erhält Tom ein Angebot von seinem alten Chef und will kündigen. Doch Andrea ist derweil am Boden zerstört. Theo hat sie abermals versetzt. Durch Zufall bekommt Tom heraus, dass Theo einfach seine Pläne mit ihr auf seine Frau verschoben hat. So lädt er Andrea in das gleiche Lokal ein, wie es sein Chef mit seiner Frau vorgesehen hat. Dort lässt er die Situation eskalieren. Andrea bittet ihn, sich ihr an den Hals zu werfen, um Theo eifersüchtig zu machen. Als er ihr jedoch gesteht, dass er gar nicht homosexuell ist, wendet sie sich von ihm ab.
Tom geht auf ein Fußballspiel seiner alten Fußballkumpanen gegen den schwulen Verein. Als die Schwulen kampflos aufgeben wollen, schließt er sich ihnen an und sie spielen gemeinsam gegen seinen alten Verein. In der entscheidenden Spielminute verletzt er sich am Kopf. Andrea ist als Erste bei ihm und die beiden küssen sich.

## Hintergrund
Macho im Schleudergang wurde unter dem Arbeitstitel Ein Macho sieht Rosa von der Produktionsfirma Janus Film produziert. Die Erstausstrahlung erfolgte am 17. November 2005 um 20:15 Uhr auf ProSieben. Zum zweiten Mal wurde er am 6. März 2011 auf dem Sender sixx ausgestrahlt.

## Kritik
Der Film wird generell als seichte, mittelmäßig bis schlechte Filmkomödie bewertet, deren Humor recht pubertär wirkt.

„Nach einigen wunderbar leichten TV-Movies (…) ist ‚Macho im Schleudergang‘ ein Rückfall in die Phase der ‚American Pie‘-Klone. Im Gewand der typisch deutschen Klamotte spielt der Film von Edzard Onneken allerdings in der Generation der Thirtysomethings. Der Humor ist dafür allenfalls pubertär und die Story ein schlechter Witz.“

„Zugegeben: Das hier Gezeigte ist nicht gerade frei von Klischees und der Hergang lässt sich schnell erahnen. Doch nach leichten Startschwierigkeiten kommt die Liebesklamotte von Edzard Onneken (‚Otto – Der Katastrofenfilm‘) dann doch noch in Fahrt.“